# إبراهيم حمروش
إبراهيم حمروش (1297- 1380 هـ / 1880- 1960 م)، عالم دين مصري، وُلد في قرية الخوالد التابعة لمركز إيتاي البارود بمحافظة البحيرة. تولي مشيخة الأزهر في سبتمبر 1951م لنحو سنة وكان أول عميد لكلية اللغة العربية بالأزهر.
كان شديد الاهتمام بقضايا وطنه وأمته؛ دعا إلى النضال ومقاومة الإنجليز، وحرض الطلاب ضدهم حين حاصر الإنجليز قوة الشرطة المصرية بالإسماعيلية فكان أن أعفاه الملك من منصبه عام 1952م.

## نشأته
ولد في بيت شرف وعلم، وفي قريته حفظ القرآن وختمه وهو في الثانية عشر من عمره، كما ألم ببعض العلوم المؤهلة لدخوله الأزهر، فأرسله والده للأزهر، حيث كان والده تقيًا، أوصاه بالصلاة في مواعيدها، وقد إلتزم الشيخ بوصية أبيه.
نشأ منفتح الذهن، ومتعدد المواهب، حيث تتلمذ على أيدى أساتذة أجلاء إنتفع بعلمهم، وثقافتهم، وتجاربهم، فقد درس الفقه الحنفي على يد الشيخ أحمد أبي خطوة وإختص به، وكان موضع إعجابه وثنائه، وأخذ عن العالم الشيخ محمد بخيت المطيعي كما درس النحو والصرف على يد الشيخ علي الصالحي كما التزم الشيخ محمد عبده فأخذ عنه علوم البلاغة وأسرارها، «و البصائر التعبيرية» ودرس علم المنطق لإبن سلامة، كما تمسك بشجاهة كبرى في إصلاح مناهج الأزهر، ومناهج النهضة الإجتماعية والسياسية لتقدم الشعوب الإسلامية.

## المناصب التي تبوأها
- عمل مدرسًا بالأزهر الشريف، ثم قاضيًا بالمحاكم الشرعية، ثم شيخًا لمعهد أسيوط الديني، ثم شيخًا لمعهد الزقازيق، ثم شيخًا لكلية اللغة العربية.
- أول عميد لكلية اللغة العربية بالأزهر من عام 1931م وإلى عام 1944م (1350 هـ / 1363 هـ).
- تولي مشيخة الأزهر في سبتمبر 1951م (ذو القعدة 1370 هـ) لنحو سنة.
- كما أنه كان واحداً من الأعضاء العشرين الأوائل الذين تأسس بهم مجمع اللغة العربية بالقاهرة سنة 1932م.

## تلامذته
عندما فتحت مدرسة القضاء الشرعي، وكان على أمرها عاطف بركات، وكان يختار لها من الأزهر المبرزين التفوقين، فذكر له الشيخ إبراهيم فاختاره، وكان ذلك في سبتمبر 1908 فبقي فيها إلى 12 يونيو سنة 1916، وقام بتدريس الفقه وأصول الفقه، فتخرج عليه الثقات الذين تقلدوا مناصب القضاء والإفتاء منهم: الشيخ فرج السنهوري، الشيخ حسنين مخلوف، الشيخ حسن مأمون، الشيخ علام نصار.[بحاجة لمصدر]

## من أقواله
كانت مصر في أيام توليه مشيخة الأزهر في محنة مع الإنجليز في قناة السويس وفي حاجة إلى جمع الكلمة فكان للشيخ السهم الموفور في هذه الدعوة الشريفة، فنراه ينشر التالي في 15/01/1952 كتابًا يقول فيه:
ومن أقواله أيضا: «وإن شر ما تبتلي به الأمم في محنتها أن تتفرق كلمتها، وأن تنحل وحدتها، وتنقطع أواصر المودة بين جماعاتها، فيشق العدو الطريق اليها وينفذ بسهامه إلى صدور أبنائها.»

## آثاره
- فصول ودراسات في مجلة المجمع اللغوي.[1]
- «عوامل نمو اللغة» (بحث نال به عضوية جماعة كبار العلماء).[1]

## وفاته
تُوفي في يوم الجمعة في الرابع عشر من تشرين ثان (نوفمبر) 1960.